# Johann Ernst Wichmann
Johann Ernst Wichmann (* 10. Mai 1740 in Hannover; † 12. Juni 1802 ebenda) war ein deutscher Mediziner und „königlicher Hofmedicus“.

## Leben

### Familie
Johann Ernst Wichmann war der älteste Sohn des Johann Philipp Conrad Wichmann (1715–1763) und der Catharina Eleonora geb. Lodemann (1710–1783). Er heiratete 1773 Lucie Christine Meyer (1755–1799) und hatte mit ihr zahlreiche Kinder, unter anderen Caroline (1785–1860), die den Uslarer Arzt Rudolf Flügge (1777–1835) heiratete, die Mutter des Arztes Max Eduard Flügge (1811–1892) war und über diesen die Großmutter des Hygienikers Carl Flügge wurde.

### Werdegang

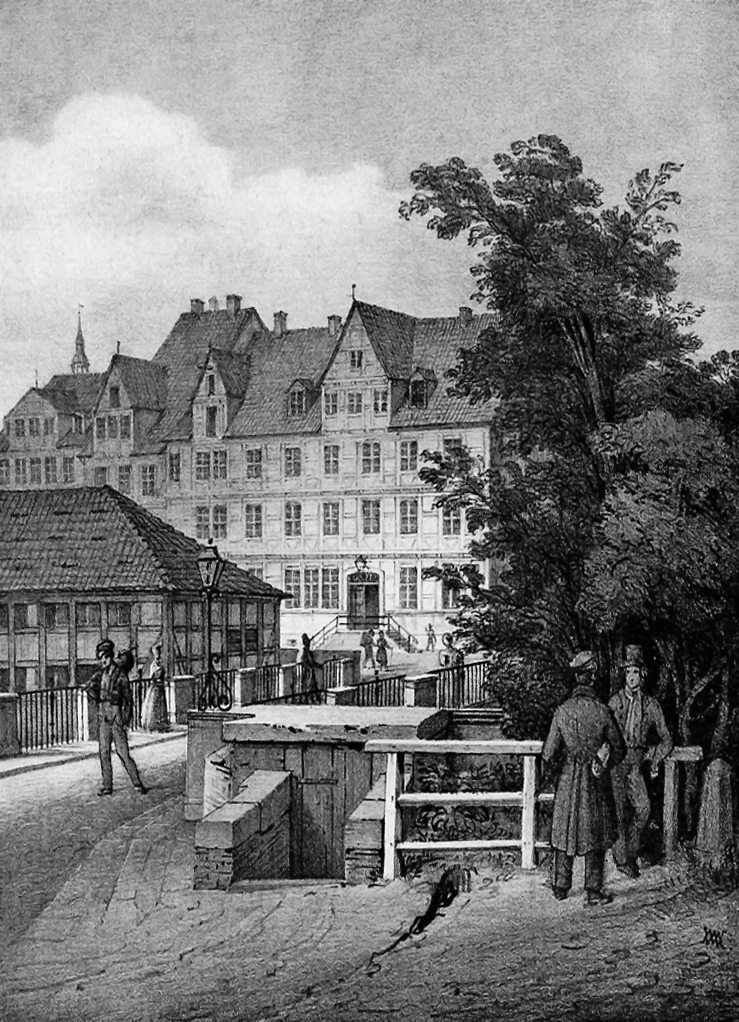
1824 wurde die ehemalige Londonschenke an der Marstallbrücke in der Calenberger Neustadt zum Armenhaus umgewandelt;
Lithographie von Julius Giere nach Rudolf Wiegmann, 1835

Geboren in der ursprünglichen Residenzstadt des Kurfürstentums Hannover, studierte Johann Ernst Wichmann von 1759 bis 1762 an der Universität Göttingen vor allem unter Johann Gottfried Brendel, Rudolf Augustin Vogel und Johann Georg Roederer. Nach seiner Dissertation ließ sich Wichmann in seiner Geburtsstadt als praktischer Arzt nieder, ging jedoch etwa ein Jahr später auf längere Studienreisen, erst nach Frankreich, dann nach England, das seinerzeit durch die Personalunion zwischen Großbritannien und Hannover mit Wichmanns Geburtsstadt verbunden war.
Nach eingehenden Studien der in England angewandten Medizin kehrte Wichmann 1764 nach Hannover zurück, wo er seine neu erworbenen Kenntnisse zum einen in die Praxis umsetzte, zum anderen „eine umfangreiche schriftstellerische Thätigkeit entfaltete“ und auch englisch-medizinische Werke in die deutsche Sprache übersetzte. Durch diese Arbeiten, aber auch durch seine erfolgreichen Heilkuren erlangte Wichmann ein über die Landesgrenzen hinaus wirkendes Renommee.
Wichmann war unter anderem „sehr befreundet“ mit dem Mediziner Paul Gottlieb Werlhof, dem Leibarzt seines Landesherrn und großbritischen Königs Georg II. Nach dem Tode Werlhofs 1767 wurde Wichmann zum zweiten Leibarzt des Königs ernannt, praktizierte aber parallel auch als Hausarzt für die Armen und Waisen. 1775 gab Wichmann eine Gesamtausgabe der Werke seines verstorbenen Freundes Werlhof heraus. Ein weiterer Freund war der Hannoversche Hofmedikus Lebrecht Friedrich Benjamin Lentin.
Wichmann war „innig befreundet“ mit Johann Georg Zimmermann, dem Philosophen und Schriftsteller, der 1768 als „Königlich-Großbritannischer Hofrat und [erster] Leibarzt“ nach Hannover gekommen war. 1796 schrieb Wichmann Zimmermann's Krankheitsgeschichte nieder.
Von 1794 bis 1802 veröffentlichte Wichmann in Hannover sein Hauptwerk, die dreibändigen Ideen zur Diagnostik, die „eine Fülle scharfsinniger Bemerkungen zur Kunst der Diagnosestellung“ enthalten.
Johann Ernst Wichmann war unter anderem Mitglied der Königlichen Gesellschaft der Wissenschaften zu Göttingen, der Gesellschaft Naturforschender Freunde zu Berlin, der Kurmainzischen Akademie zu Erfurt und der Schweizerischen Gesellschaft correspondierender Aerzte und Wundaerzte zu Zürich.
Wichmann starb 1802 „aus Gram über den Tod seiner [Ehe]frau“.

## Schriften (Auswahl)
- De insigni venenorum quorundam virtute medica imprimisque cantharidum ad morsum animalium rabidorum praestantia, Dissertation
- Tractatus de podagra et hydrope, Editio in Germania prima (mit Bezug zu Thomas Sydenham und Anton Sörck), Wetzlar: P. J. Winckler, ca. 1770
- Beytrag zur Geschichte der Kriebelkrankheit im Jahre 1770 (mit Bezug zu Thomas Sydenham), Leipzig; Zelle: Carl Gsellius, 1770 (bei der DNB auch 1771)
- De pollutione diurna, frequentiori sed rarius observata, tabescentiae causa, Göttingen: 1782
- Aetiologie der Krätze, Hannover: 1786, 1791
- Beytrag zur Kenntniß des Pemphigus, Erfurt: 1791
- Ideen zur Diagnostik (in Verbindung mit Johann David Wilhelm Sachse), 3 Bände, verschiedene Auflagen, Hannover: Hellwingsche Hofbuchhandlung, 1794 bis 1802
  - Erster Band, zweite, verbesserte Auflage, Hannover: 1800: Digitalisat
  - Dritter Teil, 1802; Digitalisat
- Zimmermann’s Krankheitsgeschichte. Hannover 1796.

## Sonstiges
Die Universitätsbibliothek Heidelberg besitzt in ihrer graphischen Sammlung einen von Eberhard Siegfried Henne nach Vorlage von „Schröder“ gefertigten Kupferstich mit dem Brustbild des Johann Ernst Wichmann.